# Developers 機動戦士ガンダム Before One Year War
『Developers 機動戦士ガンダム Before One Year War』（デベロッパーズ きどうせんしガンダム ビフォア ワン イヤーウォー）は、山崎峰水の漫画。原作は矢立肇・富野由悠季。角川書店の漫画雑誌『ガンダムエース』にて2001年12月号から2003年10月号まで連載された。
『ガンダムエース』の創刊22周年を記念し、2023年9月号（2023年7月26日発売）において、新作読み切りの掲載と第1話の復刻掲載が行われた。

## 概要
一年戦争が始まる数年前を舞台に、ジオニック社のテオ・パジトノフが作業機器建造会社「ホシオカ」に、ジオニック社の社運をかけた核融合エンジン搭載の新型作業機器の開発を依頼。社員に問題はあるが、腕のいい職人気質がそろうホシオカがいまだ誰も作ったことのないモビルスーツを完成させ、MS-05ザクIの基礎を築き上げるという物語。
ホシオカの面々はあくまでも作業用機械としてのモビルスーツを制作しているつもりであり、潰れかけた会社を立て直すという意欲はあっても、軍用兵器を作っているという意識はない。

## 登場人物
テオ・パジトノフ
ジオニック社社員で、モビルスーツ外注開発主任。自社製の機体の操縦技能は持っている。どこかしらのんびりした人柄で、嘘が吐けないのか失言が多い。日本酒に弱く、脱ぎ上戸。
戦後ジオニックの軍事部門がアナハイムに吸収された際に移籍はしなかったようで、トルロ社にヘッドハンティングされた。0082年にはトルロ社で始めた作業用ミニMS開発への協力をホシオカに依頼する。
ミオン・ホシオカ
「ホシオカ」の社長令嬢（といっても、そうは見えないとテオ主任はつぶやく）。負けず嫌いで好奇心が強く、使命感も高い。作業機器の扱いもうまく、モビルスーツの操縦能力はかなりのもの。宇宙世紀0076年に設立された教導機動大隊で使用されたシミュレーターのエグザンプル・データは、彼女のシミュレーションデータが元になっていると言われている。
ゲンザブロウ・ホシオカ
「ホシオカ」の社長。宇宙世紀に残る江戸っ子職人といったところ。日本のことわざを外国語に直訳したような格言を語ることが多い。社訓は「来る仕事こばまず」で、傾きかけた「ホシオカ」を立て直すべく危険極まりない熱核エンジン搭載のモビルスーツ製造を引き受ける。社員が各自担当した部位をバラバラに調整した試作機の最終調整を行うなど、エンジニアとしての知識は見た目によらずかなりのもの。ただし、機密保持能力はゼロで、軍事機密を平然とマスコミに話したり、モビルスーツのテスト機を屋外に持ち出したりして上層部を慌てさせた。
ヤス・ニシカワ
「ホシオカ」社員。メカニック開発担当。MS開発のブリーフィングでは試作機の段階からの核動力化に疑問を呈したり、既存の部材も独自に改修をするなど、かなり頭が切れる中小企業にはもったいない逸材。普段着は「その道」の人風。彼以外の男性社員もヤンキー風でガラが悪い。
オバちゃん
宇宙世紀に生き残るまさにオバちゃん。（一般的な取引品ではないという意味の）密輸品のお菓子をどこからともなく調達してきては食べているシーンが多かった。
おじいちゃん's
普段は遊んでいるばかりで、お茶を淹れてもらわないと仕事をしないわがままな人たち。普段はボケたり耳の遠いふりをしているが、仕事の話はちゃんと聞いている。しかし技術者としての腕前は本物で、Å単位のマイクロチップ修正作業を長年の勘と経験で難なくこなす。その技術は、ジオニック社のエンジニアを驚愕させた。
部長
テオの直接的な上司。「ホシオカ」社員の素行や機密保持能力ゼロの対応を問題視し、「ホシオカ」を下請けから外す決定を下した。しかし、コンペの結果からモビルスーツの開発には「ホシオカ」の技術が必要な事を認識し、全面的なバックアップを行っていく。
エリオット・レム
ジオニック社のモビルスーツ開発主任・及びテストパイロットでサイド1出身。テオの上司。計り知れない能力の持ち主として描かれている。しかし、モビルスーツのコンペで、AMBACを見事に使いこなすミオンに破れる。モビルスーツの基礎設計を行った人物として宇宙世紀の歴史にその名を残す。
ギレン・ザビ
ザビ家の長男。後半のいたるところで登場。ミオンの操縦技術に感嘆している。ミオンが使ったシミュレーターに自ら搭乗して、モビルスーツの操縦を体験したらしく、ジョークで設定された使用者のランキングに「G.ZABI」と書き込まれている。
アラン・ブッシュネル
0082年に求人を受けてホシオカにやって来た青年。実は連邦軍人で階級は伍長。監査局が得た「アクシズ」という単語から、ジオン残党勢力と繋がりがある疑惑の生じたホシオカに潜入する。だが、アクシズというのはゲンザブロウのくしゃみというオチで、再生目的で回収してきたデブリに混じっていた核ミサイルの処理という騒動に巻き込まれる。その過程でテオに軍属と見破られ、ホシオカに対する疑惑も無くなったことで即日辞表を提出して帰還した。

## その他
- 漫画『機動戦士ガンダム MSV-R 宇宙世紀英雄伝説 虹霓のシン・マツナガ』（虎哉孝征）にはエリオット・レムが登場するが、回想シーンの中で試作型MS-04とともに、「HOSHIOKA」と書かれたジャンパーを着たミオンと、テオ、ゲンザブロウの姿が確認できる[2]。
- 漫画『アッガイ博士』（曽野由大）において海洋探査開発機器評価会（ETEOD）会場内に、「HOSHIOKA」と書かれたパネルが確認できる[3]。
- 『ガンダムエース』2023年9月号に、同誌創刊22周年記念の読み切りのひとつとして、本作の後日譚「Project.ex 潜入！ホシオカの秘密」が掲載され、宇宙世紀0082年のホシオカが描かれた。

## 各話リスト、時系列
旧版コミックスには作中の各話時系列を示した年表も掲載された（新装版には未収録）。
宇宙世紀0073年4月
- Project.01 出向! ホシオカ工場
- Project.02 激論! 受注説明会

宇宙世紀0073年6月
- Project.03 新設! 放射能防御工区
- Project.04 導入! バーチャルオペレーターシステム

宇宙世紀0073年7月
- Project.05 発覚! コンピューター・バグ
- Project.06 入力! モーションキャプチャー

宇宙世紀0073年8月
- Project.07 暴露! ホシオカの秘密?

宇宙世紀0073年9月
- Project.08 哀愁! やさぐれゲンザブロウ

宇宙世紀0073年12月
- Project.09 白熱! コンペティション
- Project.10 画策! 軍事介入

宇宙世紀0074年2月
- Project.11 誕生! MS-05ザク

宇宙世紀0082年
- Project.Ex 潜入! ホシオカの今

## 単行本
- 2003年11月26日刊行　ISBN 4-04-713581-X
  - 2023年9月26日刊行 ISBN 978-4-04-114138-0 - 2023年に発表された読切を加えた新装版。